# Virgil Riley
Virgil Thomas Riley (Ruthton, 27 febbraio 1934 – 25 luglio 2020) è stato un cestista statunitense.

## Carriera
Giocò a livello universitario alla South Dakota State University.
Entrò nella United States Air Force nel 1957 e continuò a giocare a pallacanestro.
Con gli Stati Uniti, rappresentati nell'occasione dalla squadra della United States Air Force, disputò il Campionato del mondo del 1959, vincendo la medaglia d'argento.